# Gezaagde platte schildpad
De gezaagde platte schildpad (Chersobius signatus) is een schildpad uit de familie landschildpadden (Testudinidae). De soort werd voor het eerst wetenschappelijk beschreven door Johann Friedrich Gmelin in 1789. Oorspronkelijk werd de wetenschappelijke naam Testudo signata gebruikt. Johann David Schoepf wordt ook genoemd als auteur voor deze soort.

## Uiterlijke kenmerken
Met een maximale schildlengte van 10 centimeter is dit een van de kleinste soorten schildpadden. De vrouwtjes worden ongeveer 9,5 cm lang (140 gram), mannetjes blijven kleiner tot 8 cm (70 gram). Het schild is opvallend plat en heeft veel reliëf: iedere hoornplaat heeft een opstaande rand en een verlaagd centraal deel dat een afwijkende kleur heeft. Opvallend is de achterzijde van het schild, wat omhoog gebogen is en een gezaagde rand heeft. De schildkleur is bruin, met regelmatige lichtere en donkere vlekken en een straalsgewijze lijnentekening op iedere hoornplaat. Bij schildpaddenhouders staat deze soort bekend als een van de mooist gekleurde soorten.

## Verspreiding en leefgebied
De gezaagde platte schildpad is endemisch in Zuid-Afrika, er zijn waarnemingen bekend uit Namibië maar deze berusten op een vergissing. De habitat bestaat uit stenige, droge gebieden zoals opgedroogde rivieren en berggebieden tot op een hoogte van 1000 meter boven zeeniveau. De schildpad is plaatselijk nog algemeen maar wordt over het algemeen sterk bedreigd, met name de ondersoort Chersobius signatus cafer. Deze behoort tot de 25 meest zeldzame schildpadden ter wereld.

## Voortplanting
Het vrouwtje produceert slechts één ei per legsel, maar kan tot vier legsels per jaar afzetten.